# Lluís de Cardona i Enríquez
Lluís de Cardona i Enríquez (Castell d'Arbeca, 1488 - Tarragona, 1532). Abat de Santa Maria de Solsona (1515-1532); bisbe de Barcelona (1529-1531); conseller reial i arquebisbe de Tarragona (1531-1532) i President de la Generalitat de Catalunya (1524-1527).
Va ser nomenat president de la Generalitat el 22 de juliol de 1524.
Fill de Joan Ramon Folc IV de Cardona, duc de Cardona, i d'Aldonza Enríquez y Quiñones; germà d'Enric de Cardona i Enríquez, bisbe de Barcelona (1505-1512).
El 1514 és nomenat abat de Santa Maria de Solsona. Fou president de la Generalitat de Catalunya (1521-27). Carles V el nomenà per a succeir al bisbe de Barcelona, Guillem Ramon de Vic (1525), però el lloc serà ocupat per Silvio Passarino per desig del papa Climent VII. El 1529 el seu nomenament fou ratificat pel papa. A la mort del seu oncle, Pere de Cardona el succeí a l'arquebisbat de Tarragona, per al qual obtingué la butlla de secularització de la seu de Tarragona, fins aleshores de canonges regulars de Sant Agustí.